# Vasilios Konstantinou (Leichtathlet)
Vasilios Konstantinou (griechisch Βασίλειος Κωνσταντίνου; * 13. September 1992 in Genf, Schweiz) ist ein zyprischer Leichtathlet, der sich auf den Hochsprung spezialisiert hat.

## Sportliche Laufbahn
Erste Erfahrungen bei internationalen Meisterschaften sammelte Vasilios Konstantinou bei den Jugendweltmeisterschaften 2009 in Brixen, bei denen er mit übersprungenen 2,07 m in der Qualifikationsrunde ausschied. Anschließend belegte er beim Europäischen Olympischen Jugendfestival (EYOF) in Tampere mit 2,04 m den siebten Platz. Im Jahr darauf verpasste er bei den Juniorenweltmeisterschaften im kanadischen Moncton mit 2,05 m den Finaleinzug und 2013 siegte er dann bei den Spielen der kleinen Staaten von Europa (GSSE) in Luxemburg mit einer Höhe von 2,12 m, ehe er bei den U23-Europameisterschaften in Tampere mit 2,17 m in der Vorrunde ausschied. Im Jahr darauf belegte er bei den Balkan-Hallenmeisterschaften in Istanbul mit 2,17 m den fünften Platz und anschließend siegte er mit übersprungenen 2,18 m bei den erstmals ausgetragenen U23-Mittelmeer-Meisterschaften in Aubagne und verpasste daraufhin bei den Commonwealth Games in Glasgow mit 2,11 m den Finaleinzug. 2015 verteidigte er bei den GSSE in Reykjavík mit 2,18 m seinen Titel und wurde dann bei den Balkan-Meisterschaften in Pitești mit 2,15 m Sechster. Im Jahr darauf siegte er mit einem Sprung über 2,20 m bei den Balkan-Hallenmeisterschaften in Istanbul und siegte dann Ende Juni mit 2,23 m auch bei den Balkan-Meisterschaften in Pitești. Daraufhin erreichte er bei den Europameisterschaften in Amsterdam das Finale und belegte dort mit 2,24 m den neunten Platz. 2017 siegte er mit 2,25 m bei den Balkan-Meisterschaften in Belgrad und schied kurz darauf bei den Halleneuropameisterschaften ebendort mit 2,25 m in der Qualifikationsrunde aus. Anfang Juni siegte er mit einer Höhe von 2,21 m bei den GSSE in Serravalle. Im Jahr darauf gewann er bei den Balkan-Hallenmeisterschaften in Istanbul mit 2,18 m die Silbermedaille und schied daraufhin bei den Commonwealth Games im australischen Gold Coast mit 2,10 m in der Vorrunde aus. Anschließend wurde er bei den Mittelmeerspielen in Tarragona mit 2,20 m Vierter, wie auch bei den Balkan-Meisterschaften in Stara Sagora mit 2,15 und dann schied er bei den Europameisterschaften in Berlin mit 2,11 m in der Qualifikationsrunde aus.
2020 klassierte er sich bei den Balkan-Hallenmeisterschaften in Istanbul mit 2,15 m auf dem fünften Platz und im Jahr darauf gewann er bei den Balkan-Meisterschaften in Smederevo mit übersprungenen 2,19 m die Bronzemedaille. 2022 belegte er bei den Balkan-Meisterschaften in Craiova mit 2,18 m den vierten Platz und im Jahr darauf wurde er bei der 2. Liga der Team-Europameisterschaft im Rahmen der Europaspiele in Chorzów mit 2,21 m Vierter. Anschließend belegte er bei den balkan-Meisterschaften in Kraljevo mit 2,10 m den sechsten Platz. 2024 verpasste er bei den Europameisterschaften in Rom mit 2,17 m den Finaleinzug.
In den Jahren 2017 und 2018 sowie von 2021 bis 2023 wurde Konstantinou zyprischer Meister im Hochsprung.